# Karl Backman
Karl Backman (* 27. října 1970, Umeå, Švédsko) je švédský punkový kytarista, zpěvák a malíř.

## Hudba
On v současný době hraje v punkrockových kapele AC4 a také v jeho vlastní projektové kapele The Vectors s bratrem Pelle Backman.
V roku 1982 zakládá svou první skupinu Boredom Brothers, která ale dlouho nevydrží.
On je známý především jako člen hardcoreové skupiny AC4. Je jediný, kdo hraje s Dennisa Lyxzén ve AC4 od jejího založení v roce 2008 až do současnosti.
V létě roku 2013 zakládá svou novou hardcore punk skupinu The T-55's.

## Umění
Mnoho obrazů věnoval kontroverzním námětům a je silně ovlivněn punkem. Navštívil Černobyl a opuštěného města Pripjať v roce 2010.
Také se věnoval tvorbě portrétů takových známých pornohvězd, např. Ashley Blue, Layla Rivera, Satine Phoenix nebo May Ling Su, pro na výstavě ve Museum of Porn in Art v Curych, v roce 2011.

## Diskografie

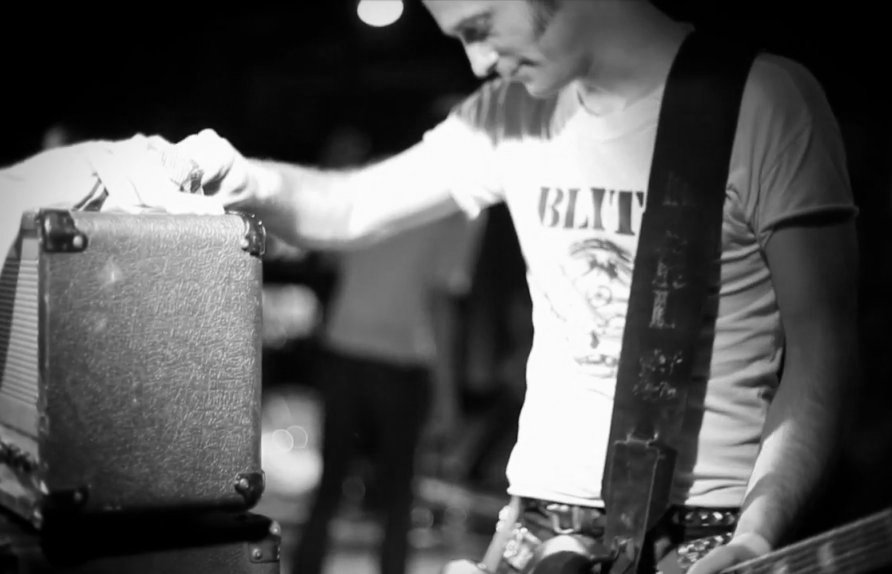

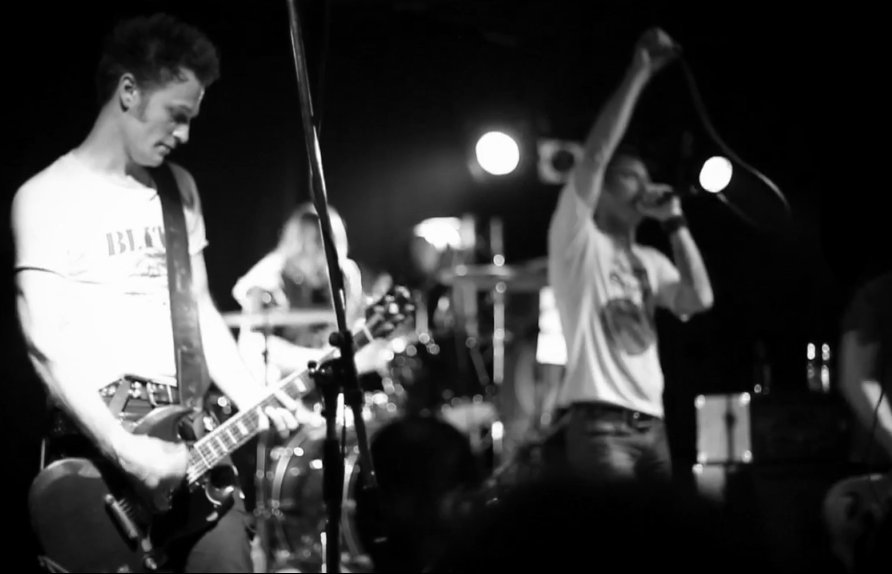
Karl Backman při vystoupení AC4 v Brisbane v roce 2011.

### SThe Vectors
- Fuck MTV (New Lifeshark 1996)
- The Vectors (New Lifeshark 1998)
- Rape the Pope (Rabid Alligator 2000)
- Still Ill (Busted Heads 2003)
- Pigs and Parasites (s Frantic, SIK Records 2011)[5][12][13]

### SAC4
- AC4 (Ny Våg 2009, Deranged Records 2010, Shock Records 2011)[14]
- AC4 / SSA (s Surprise Sex Attack, Aniseed Records 2010)
- Umeå Hardcore EP (P.Trash 2010)
- Burn the World (Ny Våg, Deathwish Inc. 2013)[1][5][15][16]

### SThe T-55's
- Power Up (JanML Records / Maja Von Lobeck 2014)[17][18]
- Mary's Kids / The T-55's (s Mary's Kids, AM Records / Strange Magic Records 2014)[18]